# 토르스텐 카이에
토르스텐 카이에(독일어: Thorsten Kaye, 1966년 2월 22일~)는 독일의 배우, 시인이다.

## 작품 목록

### 방송
- B&B
- 스매쉬 2
- 스매쉬 1
- 올 마이 칠드런

### 영화
- 애니멀(영어판) (2014년)
- 샤크 어택 2 (2000년)
- 프라핏 게임 (1999년)
- 다크 포스 (1996년)
- 섹스, 살인 그리고 운명 (1995년)
- 끝없는 욕망 (1991년)
- 원 라이프 투 리브 (1968년)